# Andrena washingtoni
Andrena washingtoni là một loài Hymenoptera trong họ Andrenidae. Loài này được Cockerell mô tả khoa học năm 1901.